# Jesús Marcano Trillo
Jesús Marcano Trillo (apodado el Indio y Manny) (Caripito, Monagas, Venezuela, 25 de diciembre de 1950) es un exjugador de béisbol venezolano, que destacó tanto en las Grandes Ligas de Béisbol como en el béisbol nacional venezolano.

## Biografía
En 1968 debutó en el béisbol profesional Leones del Caracas como receptor para después convertirse en excelso segunda base, vistió la camisa de los Leones por 11 temporadas para luego ser cambiado a las Águilas del Zulia, equipo con el cual jugó 7 temporadas, para luego finalizar su carrera jugando una temporada con el Portuguesa. Sus números en temporada regulares dejaron un promedio de bateo de .277 con 734 indiscutibles conectados, 29 jonrones y 324 carreras remolcadas. Fue exaltado al salón de la fama del béisbol venezolano en el 2007.
En las Grandes Ligas jugó como segunda base y shortstop para varios equipos, para los Atléticos de Oakland (1973-74), los Chicago Cubs (1975-78, 1986-88), los Phillies de Filadelfia (1979-82), los Indios de Cleveland (1983), los Expos de Montreal (1983), los Gigantes de San Francisco (1984-85) y finalmente para los Rojos de Cincinnati (1989).
Al principio de su carrera fue firmado como receptor por los Phillies en 1968, y comenzó su carrera en la categoría mayor con Oakland el 28 de junio de 1973. Después de ser cambiado con dos otros jugadores a cambio de Billy Williams, fue el segunda base regular de los Cubs por cuatro temporadas antes del volver a Filadelfia en un cambio que involucró a 8 jugadores. Trillo tuvo su temporada de ensueño en las mayores en 1980, cuando bateo para .292 y ayudó a los Phillies a conseguir la Serie Mundial de ese año, siendo designado como el Jugador Más Valioso de la Serie de Campeonato de Liga Nacional cuando bateo para .381 con cuatro carreras empujadas en contra de los Astros de Houston. 
Trillo ganó su tercer Guante de Oro en 1982, cuando estuvo a punto de romper el récord de menos errores en la segunda base por partido, quedándose corto por tan solo dos juegos del récord de 91 partidos de Joe Morgan. Fue elegido cuatro veces para el Juego de Estrellas y bateó para un promedio de .263 durante su carrera, actualmente es instructor del infielder para los Chicago White Sox.
| J     | AB    | H     | 2B  | 3B | HR | R   | RBI | SB | BB  | SO  | AVG  | OBP  | SLG  | OPS  |
| ----- | ----- | ----- | --- | -- | -- | --- | --- | -- | --- | --- | ---- | ---- | ---- | ---- |
| 1,780 | 5,950 | 1,562 | 239 | 33 | 61 | 598 | 571 | 56 | 452 | 742 | .263 | .316 | .345 | .661 |

* Leyenda:
J: Juegos,
AB: Veces al Bate,
H: Hits,
2B: Dobles,
3B: Triples,
HR: Jonrones,
R: Carreras anotadas,
RBI: Carreras impulsadas,
SB: Bases robadas,
BB: Bases por bolas,
SO: Ponches,
AVG: Porcentaje de bateo,
OBP: Porcentaje de embasado,
SLG: Slugging,
OPS: OBP + SLG.